# Czesław Białobrzeski

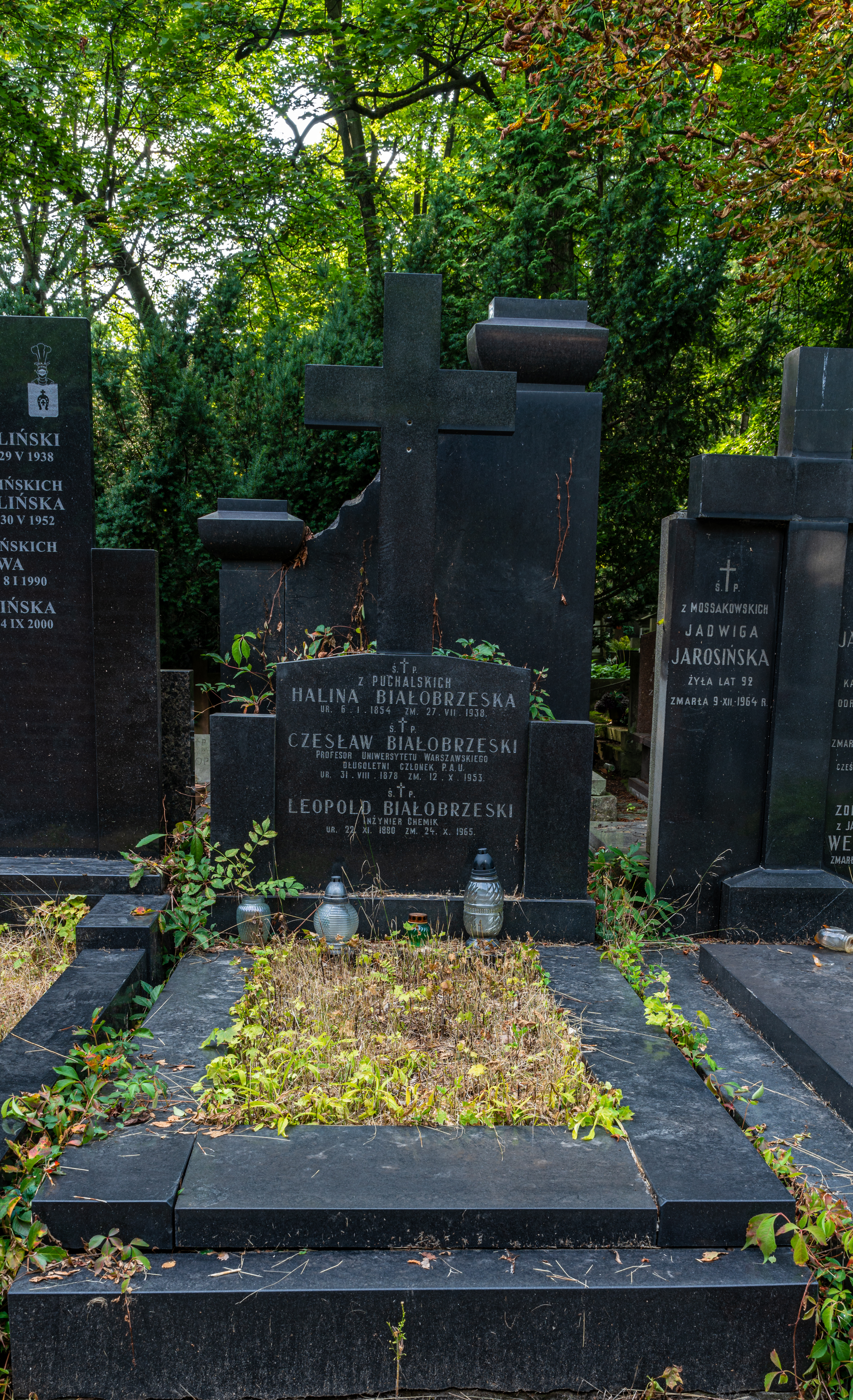
Grób Czesława Białobrzeskiego na cmentarzu Powązkowskim

Czesław Białobrzeski (ur. 31 sierpnia 1878 w Poszechoniu k. Jarosławia, zm. 12 października 1953 w Warszawie) – polski fizyk teoretyk, astrofizyk i filozof nauki.

## Życiorys

### Lata przedwojenne
Urodził się w rodzinie Teofila, lekarza, i Haliny z Puchalskich. WQ 1896 ukończył z odznaczeniem gimnazjum w Kijowie. W latach 1896–1901 studiował na Uniwersytecie Kijowskim. Studia kontynuował w latach 1908–1910 w Paryżu u prof. Langevina w Collège de France.
W roku 1914 został profesorem na Uniwersytecie Kijowskim. Po I wojnie światowej zorganizował Polskie Kolegium Uniwersyteckie, na czele którego stanął. W roku 1919 przyjechał do odrodzonej Polski i objął katedrę na Uniwersytecie Jagiellońskim. Dwa lata później przeniósł do Warszawy, gdzie objął katedrę na Uniwersytecie Warszawskim, a wkrótce potem został członkiem Polskiej Akademii Umiejętności (od 1921) (po roku 1952 członkiem tytularnym Polskiej Akademii Nauk). Był również członkiem Towarzystwa Naukowego Warszawskiego (od 1922) i Akademii Nauk Technicznych (od 1923).
Na Uniwersytecie Warszawskim zorganizował w 1931 roku nowoczesną, jak na owe czasy, pracownię doświadczalną, mieszczącą się przy ulicy Oczki 3. W pracowni – wraz ze swoimi asystentami Ignacym Adamczewskim, Stanisławem Mrozowskim i innymi – prowadził badania z dziedziny spektroskopii, dielektryków, promieniowania kosmicznego.
W latach 1934–1938 pełnił funkcję prezesa Polskiego Towarzystwa Fizycznego. W 1938 zorganizował w Warszawie konferencję naukową na temat nowych teorii fizycznych, na którą przyjechał m.in. Niels Bohr.

### II wojna światowa i dalsze lata
Po zajęciu Polski przez Niemców w 1939 w New York Timesie pojawiła się notatka o rozstrzelaniu profesora. Wywołało to poruszenie w środowiskach emigracyjnych. Doktorant Białobrzeskiego – Myron Mathisson napisał w 1940 krótki nekrolog profesora opublikowany w Nature.
W czasie II wojny światowej zorganizował w swoim laboratorium przy ulicy Oczki 3 placówkę usługową dla służb miejskich, będącą przykrywką dla tajnego nauczania i badań. Laboratorium zniszczone zostało podczas sowieckich nalotów na Warszawę z 20 na 21 sierpnia 1942. 
Po wojnie objął kierownictwo Zakładu Fizyki Teoretycznej w Uniwersytecie Warszawskim. Zajmował się odtworzeniem zniszczonego podczas nalotów dzieła Podstawy poznawcze fizyki. Żył samotnie. Zmarł nagle, na atak serca. Pochowany na cmentarzu Powązkowskim w Warszawie (kwatera 196-1-22).

## Praca naukowa
Czesław Białobrzeski jest autorem około 100 prac z zakresu termodynamiki, teorii względności, teorii kwantów, teorii budowy i ewolucji gwiazd, spektrografii, astrofizyki oraz filozofii fizyki. Zwrócił uwagę na rolę ciśnienia promieniowania w utrzymaniu równowagi wewnętrznej gwiazd. Prace dotyczące tego zagadnienia opublikowane w 1911 roku przyniosły mu światowe uznanie. W zakresie filozofii rozważał zagadnienia indeterminizmu w aspekcie fizycznym.
Materiały archiwalne Czesława Białobrzeskiego znajdują się w PAN Archiwum w Warszawie pod sygnaturą III-43.

## Ordery i odznaczenia
- Krzyż Komandorski Orderu Odrodzenia Polski (7 listopada 1925)[7]